# Comtat de Conflent
El Comtat de Conflent fou un dels comtats catalans que es constituí en el territori de la Gòtia després de la conquesta franca. El seu territori corresponia més o menys a l'actual comarca del Conflent.

## Orígens
En època romana, el Conflent fou un pagus dependent de la ciutat de Ruscino. Arran de la cristianització, iniciada al segle iv, el Conflent passà a formar part del bisbat d'Elna com a ardiaconat. El límit entre la diòcesi d'Elna i el bisbat d'Urgell, situat al pla de la Perxa, al coll de Jardó, es mantingué com a límit històric entre el Conflent i la Cerdanya, fins que, el 1790, en temps de la Revolució francesa, la creació del departament dels Pirineus Orientals va fer desaparèixer les antigues vegueries.
Segons sembla, durant la primera meitat del segle ix, el Conflent va formar part del comtat de Rasès, que tingué com a comtes Berà, comte també de Barcelona entre els anys 801 i 820, Àrgila, fill de Berà, i Berà II, fill d'Àrgila. Entre els anys 860 i 870, el Conflent fou domini del comte Salomó d'Urgell-Cerdanya; ara bé, el 870, el rei Carles el Calb concedí el Conflent al comte Miró el Vell, que possiblement governà també el Capcir i la Fenolleda; així, doncs, el Conflent s'havia separat del domini dels comtats d'Urgell-Cerdanya, que, aquell mateix any del 870, Carles el Calb havia concedit a Guifré I (Guifré el Pilós), germà de Miró el Vell.

## La incorporació a Cerdanya
El comte Miró el Vell fou investit comte de Rosselló pel rei Lluís el Tartamut el 878, al mateix temps que el seu germà Guifré el Pilós rebia també el comtat de Barcelona i el comtat de Girona. Aleshores, els límits del comtat de Conflent coincidien amb els de l'antic pagus, afegint-hi, però, el territori de Bulaternera, a l'est del coll de Ternera. El comte Miró va protegir el monestir de Sant Andreu d'Eixalada i, quan aquest va ser destruït per un aiguat (878), va encoratjar la fundació de Sant Miquel de Cuixà. A la mort del comte Miró (895), el comtat de Conflent passà al seu germà Guifré el Pilós. La descomposició del poder carolingi, esdevinguda durant el darrer quart del segle ix, va permetre que, a la mort de Guifré el Pilós (897), els seus fills n'heretessin els comtats sense que els els concedís el rei franc. En la repartició de l'herència paterna que, posteriorment, dugueren a terme els fills de Guifré el Pilós, el comtat de Conflent passà al comte Miró II de Cerdanya (897-927), el qual, a més del comtat de Cerdanya, posseïa també Berga, Capcir i, a partir del 920, el comtat de Besalú. Aquest conjunt territorial va mantenir-se unit durant gairebé tot el segle x. Després de l'abdicació del comte Oliba Cabreta de Cerdanya (988), els seus comtats se'ls repartiren els seus fills: Oliba -Ripoll i Berga-, Guifré II -Cerdanya i Conflent-, i Bernat Tallaferro –Besalú-. El 1002, Oliba es feu monjo a Ripoll; aleshores, Berga fou annexionada a Cerdanya, i Ripoll a Besalú. Finalment, com que tant Guifré II de Cerdanya (988-1035) com Bernat Tallaferro (988-1020) tingueren descendència, Cerdanya i Besalú van separar-se definitivament i, així, es formaren dues nissagues comtals independents, originades en el tronc comú d'Oliba Cabreta, net de Guifré el Pilós. En aquesta repartició dels dominis d'Oliba Cabreta, Conflent continuà unit al comtat de Cerdanya. A principis del segle xi, Guifré II de Cerdanya va construir-se un palau a Cornellà de Conflent, on, sovint, hi residiren els comtes de Cerdanya; el mateix Guifré II fundà el monestir de Sant Martí del Canigó l'any 1000, on es retirà com a monjo el 1035. Entre els anys 1088 i 1090, el comte Guillem I de Cerdanya va traslladar la seva capital des de Cornellà de Conflent fins a una nova població que feu fundar, anomenada Vilafranca de Conflent, mentre que a Cornellà va fundar-hi una canònica agustiniana.

## La fi del comtat
El 1117, amb la mort sense descendència del comte Bernat Guillem de Cerdanya, s'extingí la dinastia cerdana i els seus dominis passaren al comte Ramon Berenguer III de Barcelona, cosí germà de Bernat Guillem de Cerdanya, qui integrà el comtat al comtat de Barcelona.
La noció de comtat de Conflent va perdre's ben aviat; el 1126, ja s'esmenta la vegueria de Conflent, amb capital a Vilafranca de Conflent, que comprenia també el Capcir. Aquesta vegueria acabà formant part dels comtats de Rosselló i Cerdanya, dins de la qual, el Conflent passà a dependre del comtat de Rosselló.